# Humpis-Schule
Die Humpis-Schule Ravensburg ist eine kaufmännische Schule mit rund 2600 Schülern und rund 140 Lehrern in Ravensburg. Träger der beruflichen Schule ist der Landkreis Ravensburg. Namensgeber ist das schwäbische Adelsgeschlecht Humpis, das aus welfischen Dienstmannen hervorging. Seit Februar 2024 ist sie als Europaschule ausgezeichnet.

## Bildungsangebot der Schule
Die Schule hat folgendes Bildungsangebot:
Berufliches Gymnasium:
- Wirtschaftsgymnasium

Berufskolleg:
- Berufskolleg I und Berufskolleg II (1 Jahr + 1 Jahr)
- Berufskolleg Fremdsprachen (2 Jahre)
- Berufskolleg zur Erlangung der Fachhochschulreife (1 Jahr)

Kaufmännische Berufsschule für folgende Berufe:
- AusbildungPlus
- Automobilkaufmann
- Bankkaufleute mit Allfinanz/Finanzassistenten
- Einzelhandelskaufmann
- Fachkraft für Lagerlogistik
- Fachlagerist
- Groß- und Außenhandelskaufmann
- Industriekaufmann
- Justizfachangestellter
- Kaufmann für Büromanagement
- Kaufmann für Spedition und Logistikdienstleistung
- Kaufmann für Versicherungen und Finanzen
- Kaufmann für Tourismus und Freizeit
- Rechtsanwaltsfachangestellte
- Steuerfachangestellter
- Tourismuskaufmann
- Verkäufer
- Verwaltungsfachangestellter

Wirtschaftsschule

## Schulgebäude
Von 1964 bis 1978 war die Schule im historischen Gebäude Marktstr. 28 (ehem. Kloster St. Michael) in Ravensburg untergebracht. Heute teilt sich die Schule ein Gebäude mit der Edith-Stein-Schule im Berufsschulzentrum Ravensburg.